# 1915 dans les parcs de loisirs
| Années des parcs de loisirs : 1912 - 1913 - 1914 - 1915 - 1916 - 1917 - 1918    |
| Décennies des parcs de loisirs : 1880 - 1890 - 1900 - 1910 - 1920 - 1930 - 1940 |

## Parcs d'attractions

### Ouverture
- Riverview Park (Iowa) (en) ( États-Unis)

### Fermeture
- Luna Park (en) à Arlington ( États-Unis)

## Attractions

### Montagnes russes
| Nom                | Type/Modèle    | Constructeur                  | Parc                     | Pays       |  |
| ------------------ | -------------- | ----------------------------- | ------------------------ | ---------- |  |
| Greyhound          | Bois           | John A. Miller, Josiah Pearce | Riverside Amusement Park | États-Unis |  |
| Jack Rabbit        | Bois/aquatique | Philadelphia Toboggan Company | Willough Beach Park      | États-Unis |  |
| North Wind Coaster | Bois           | Philadelphia Toboggan Company | Luna Park (Cleveland)    | États-Unis |  |

### Autres attractions
| Nom         | Type/Modèle                              | Constructeur                  | Parc                 | Pays       |
| ----------- | ---------------------------------------- | ----------------------------- | -------------------- | ---------- |
| Studio Tour | Ballade sur les scènes de films célèbres |                               | Universal Studios    | États-Unis |
| Ye Old Mill | Old Mill                                 | Philadelphia Toboggan Company | Minnesota State Fair | États-Unis |

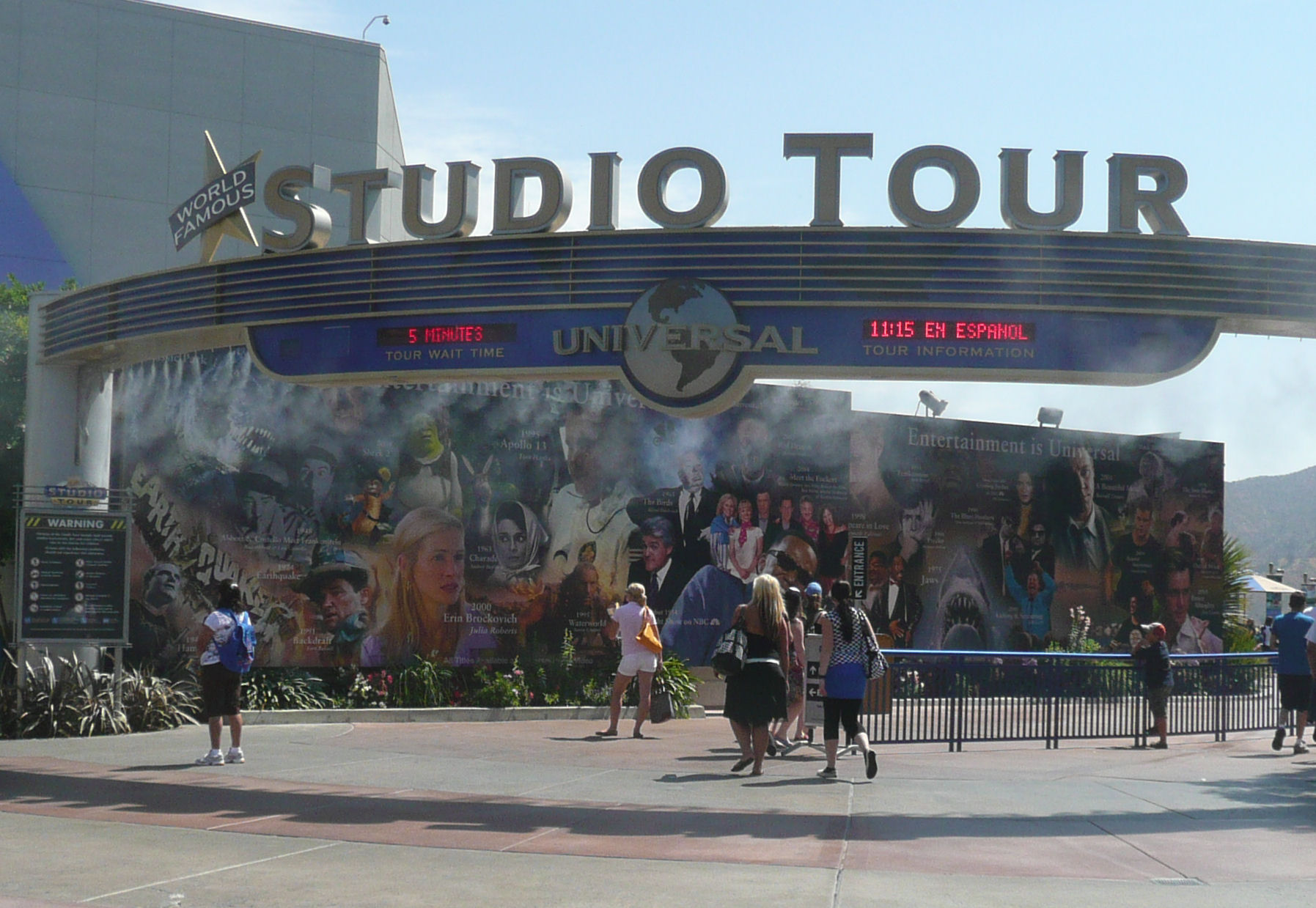
Studio Tour aux studios Universal
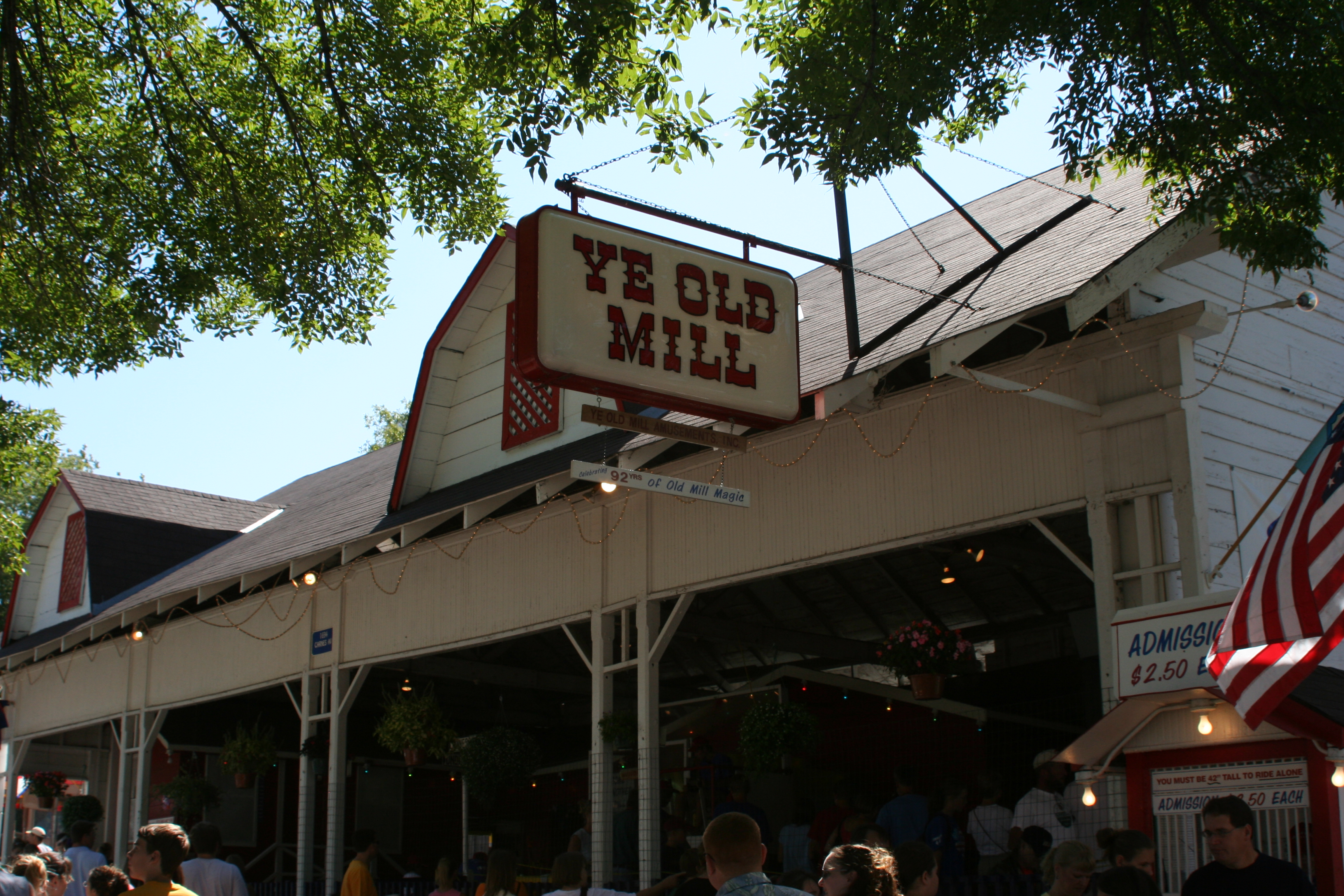
Ye Old Mill à la Minnesota State Fair